# Wassjurinskaja
Wassjurinskaja (russisch Васю́ринская) ist eine Staniza in der Region Krasnodar in Russland mit 13.339 Einwohnern (Stand 14. Oktober 2010).

## Geographie
Der Ort liegt im Kaukasusvorland knapp 40 km Luftlinie ostnordöstlich des Regionsverwaltungszentrums Krasnodar am hohen rechten Ufer des Kuban, am mittleren, heute verlandeten Teil des Krasnodarer Stausees gegenüber der Einmündung der Belaja. Der Kuban markiert dort die Grenze zur Republik Adygeja.
Wassjurinskaja gehört zum Rajon Dinskoi und befindet sich knapp 20 km südöstlich von dessen Verwaltungszentrum Dinskaja. Die Staniza ist Sitz der Landgemeinde Wassjurinskoje selskoje posselenije, zu der außerdem die Siedlungen (possjolok) bei den Bahnstationen Redutski (7 km nordöstlich des Ortszentrums) und Wassjurinskaja (2 km westlich) sowie Possjolok Sewero-Kawkasskoi Sonalnoi Opytnoi Stanzii WNIILR (2 km nördlich; „Siedlung der Nordkaukasischen Zonalen Versuchsstation des WNIILR“; das WNIILR, heute WILAR, ist ein 1931 gegründetes Forschungsinstitut für Heilpflanzen mit Sitz in Moskau).

## Geschichte
Wassjurinskaja gehört zu den ersten 40 1794 im Kuban-Gebiet zunächst als Kurinsiedlung gegründeten Stanizen; diesen Status erhielt der Ort 1842. Ihr Name bezieht sich auf den Saporoger Kosaken Iwan Wassjurin. Es handelt sich um die am weitesten kubanaufwärts gelegene, von Schwarzmeerkosaken (seit 1860 als Kubankosaken bezeichnet) gegründete Staniza; weiter östlich befinden sich Gründungen der Donkosaken.

### Bevölkerungsentwicklung
| Jahr | Einwohner |
| ---- | --------- |
| 1897 | 5.710     |
| 1939 | 9.029     |
| 1959 | 7.954     |
| 1979 | 10.591    |
| 2002 | 12.666    |
| 2010 | 13.339    |

Anmerkung: Volkszählungsdaten

## Verkehr
Westlich des Ortes befindet sich bei Kilometer 103 der 1901 eröffneten und seit 1999 durchgängig elektrifizierten (ab Wassjurinskaja bereits 1990) Bahnstrecke Kawkasskaja (Kropotkin) – Krasnodar die gleichnamige Bahnstation.
Nördlich der Staniza führt die Regionalstraße 03K-002 (ehemals R251) Temrjuk – Krasnodar – Kropotkin – Grenze zur Region Stawropol (dort weiter Richtung Stawropol) vorbei. Bei Wassjurinskaja zweigt von dieser die 03N-191 über das Rajonzentrum Dinskaja zur weiter westlich verlaufenden föderalen Fernstraße M4 Moskau – Noworossijsk ab.